# Осташов Олександр Сергійович
Олександр Сергійович Осташов (нар. 3 червня 1970, Черкаси, УРСР) — радянський та український футболіст, захисник та нападник.

## Життєпис
Займатися футболом Олександр починав в черкаській ДЮСШ «Дніпро-80», де його першим тренером став В.В. Вернигора. Після спортшколи продовжив навчання у харківському спортінтернаті, який закінчив в 1988 році. Залучався до ігор за дублюючий склад харківського «Металіста».
У 1989 році повернувся в рідне місто, ставши гравцем місцевої команди майстрів «Дніпро» (Черкаси), яка виступала під керівництвом тренера В'ячеслава Першина в другій лізі чемпіонату СРСР. Поступово став гравцем основного складу, граючи в лінії захисту.
У 1992 році, Осташов, разом з командою дебютував у першому незалежному чемпіонаті України - 14 березня, в рамках турніру першої ліги, взяв участь в поєдинку «Дніпро» (Черкаси) - «Поліграфтехніка». З цього сезону, номінальний гравець оборони був переведений в лінію атаки. Своїм першим голом на професіональному рівні Осташов відзначився 26 травня, вразивши ворота алчевської «Сталі». Всього, в першому чемпіонаті України, новоспечений форвард відзначився 7 разів, ставши найкращим бомбардиром своєї команди, яка в цілому виступила невдало, понизившись у класі. У Кубку України 1992/93 року провів 1 матч за хмельницьке «Поділля», після чого повернувся в Черкаси. Восени 1992 року, колектив очолив молодий тренер Семен Осиновский, який через за рік, зміг повернути черкаському клубу прописку в першій лізі. У сезоні 1993/94 років, Осташов вже був лідером атакувальної лінії команди, за підсумками першості забив 18 голів, з них в чотирьох поєдинках відзначився дублем.
Результативна гра форварда не залишилася непоміченою представниками клубів вищого рангу. На початку 1995 року нападник стає гравцем донецького «Шахтаря». Дебютував Осташов в елітному дивізіоні 4 березня 1995 року, вийшовши на поле в стартовому складі гірників, в поєдинку проти днепропеторовского «Дніпра». А вже 17 квітня, вийшовши на заміну в кубковому матчі проти тернопільської «Ниви», через чотири хвилини після своєї появи на полі, відзначився і своїм першим голом за донецький клуб. Всього у другому колі сезону 1994/95, в складі «Шахтаря» провів дев'ять матчів. У першому колі наступного сезону, через отриману травму, Осташов практично не грав, провівши лише кілька матчів за першоліговий «Шахтар» з Макіївки. Другу частину сезону 1995/96 років нападник вже почав з основним складом гірників, взявши участь у всіх поєдинках другого кола. 18 березня 1996 року, у виїзному матчі проти дніпропетровського «Дніпра», Олександр відзначився своїм першим голом в елітному дивізіоні. У 23-му турі відзначився ще одним голом, в поєдинку проти київського «Динамо» вразивши ворота Олександра Шовковського. Свій третій гол нападник забив у ворота команди «ЦСКА-Борисфен».
У складі «Шахтаря» Осташов взяв участь в матчах за Кубок Інтертото, дебютувавши в єврокубковому турнірі 23 червня 1996 року, в матчі проти швейцарського «Базеля», в якому на 22-й хвилині відзначився голом. Також Олександр взяв участь у поєдинках проти волгоградського «Ротора» й турецького «Антальяспора». Матч проти турецької команди став останнім для нападника в футболці донецького «Шахтаря».
Наступний сезон Осташов почав в іншому клубі з Донецька - «Металурзі». У складі одного з лідерів першої ліги, форвард взяв участь в іграх першого кола, зігравши 18 поєдинків, в яких відзначився 6-ма голами. Другу частину першості Олександр почав вже в іншому першоліговому клубі - алчевській «Сталі». У першому колі сезону 1997/98 років, Осташов в 19 поєдинках за алчевський клуб, забив 14 голів, очоливши гонку бомбардира ліги після першої частини сезону і в міжсезоння отримав запрошення від команди вищої ліги «Металург» (Запоріжжя), який в цей період очолив тренер Олександр Штелін.
У складі свого нового клубу, до завершення чемпіонату форвард взяв участь тільки в 7-ми поєдинках, при цьому відзначившись 4-ма голами. У наступному сезоні Олександр вже мав стабільне місце в основному складі. Продовжив виходити на поле і після зміни наставника (Штеліна на посаді головного тренера змінив Мирон Маркевич). Але вже в чемпіонаті сезону 1999/00 років, Осташов втратив місце в основному складі і був переведений в фарм-клуб «Металурга», який грав у другій лізі. Після закінчення першого кола, нападник покинув Запоріжжя, повернувшись до рідного міста, прийнявши запрошення тренера ФК «Черкас» Олександра Кирилюка, який добре знав можливості гравця за спільними виступами за черкаський клуб. Цей сезон став найуспішнішим в історії команди, за підсумками першості вона фінішувала на 3-му місці.
На початку 2001 року, 30-річний Осташов приймає рішення продовжити кар'єру в команді другого російського дивізіону «СКА-Енергія» з Хабаровська, яку тренував відомий у минулому футболіст донецького «Шахтаря» Олег Смолянинов. Дебютував форвард за свою нову команду, 25 квітня 2001 року, в кубковому поєдинку проти «Амур-Енергії» з Благовещенська. Через шість днів, в матчі першості країни, з тим же суперником, Олександр відзначився і своїм першим голом за хабаровський клуб. Ще в одному матчі, проти команди «Шахтар» (Прокоп'євськ), Осташов забив одразу три голи, перший з яких для армійців став ювілейним, чотирьохсотим у чемпіонатах Росії. Всього ж в першості, нападник взяв участь в 25 матчах, в яких забив 9 м'ячів. За підсумками сезону «СКА-Енергія» зайняв перше місце в зоні «Схід» і вдало відігравши в фінальному турнірі, підвищився в класі. У першому дивізіоні сезону 2002 року, Хабаровський клуб фінішував на 12-му місці. Осташов стабільно виходив на футбольне поле, зігравши в першості 29 матчів і відзначився 7-ма голами, а так же відзначився хет-триком у кубковому матчі проти «Газовика-Газпрому». Сезон 2003 року, в якому «СКА-Енергія» зайняв 10-те місце, яке на той час стало найкращим результатом для клубу в чемпіонатах Росії, для Осташова став останнім у футболці армійців. По закінченню сезону, нападник покинув клуб.
Повернувшись в Україну, Осташов деякий час виступав за аматорські колективи, а влітку 2004 року став гравцем друголігової ПФК «Олександрії», за яку зіграв перше коло сезону 2004/05 років. Дебютував у футболці олександрійського клубу 28 серпня 2004 року в переможному (2:0) домашньому матчі 4-го туру групи Б другої ліги чемпіонату України проти «Севастополя». Олександр вийшов на поле в стартовому складі, а на 69-ій хвилині його замінив Денис Анеліков. Першим та єдиним голом у футболці «Олександрії» відзначився на 2 жовтня 2004 року на 81-ій хвилині нічийного (1:1) виїзного поєдинку 9-го туру групи Б другої ліги чемпіонату України проти одеського «Реала». Протягом свого перебування в ПФК «Олександрії» зіграв 8 матчів та відзначився 1 голом. Другу частину першості досвідчений футболіст почав у кіровоградській «Зірці». Але за свій новий клуб зіграв лише один тайм, в стартовому поєдинку весняної частини змагань проти команди «Гірника» (Кривий Ріг). Цей поєдинок став останнім у професійній кар'єрі гравця. Незабаром футболіст вирішив завершити активні виступи.

## Досягнення
- Перша ліга чемпіонату України
  -  Чемпіон (1): 1996/97

- Друга ліга чемпіонату України
  -  Чемпіон (1): 1992/93

- Другий дивізіон Росії
  -  Чемпіон (1): 2001